# Тревизо
Тревизо (итал. Treviso) град је у североисточној Италији. Град је средиште истоименог округа Тревизо у оквиру италијанске покрајине Венето.
Град Тревизо познат је као седиште познате компаније Бенетон.

## Географија
Град Тревизо налази се у источном делу Падске низије, на свега 25 km северно од Венеције. Град се сместио у равничарском подручју, на реци Пјави. Река је у градском делу преусмерена кроз неколико канала.

## Становништво
Према резултатима пописа становништва 2011. у општини је живело 81.014 становника.
| 1931.  | 1936.  | 1951.  | 1961.  | 1971.  | 1981.  | 1991.  | 2001.  | 2011.  |
| ------ | ------ | ------ | ------ | ------ | ------ | ------ | ------ | ------ |
| 52.038 | 53.886 | 63.437 | 75.017 | 90.446 | 87.696 | 83.598 | 80.144 | 81.014 |

Тревизо данас има преко 80.000 становника, махом Италијана. Градско подручје има двоструко више становника. Током протеклих деценија у град се доселило много досељеника из иностранства, највише са Балкана.

## Партнерски градови
- Темишвар
- Орлеан
- Сарасота
- Кан
- Куритиба
- Неукен
- Елбасан

## Галерија
- Река Пјава у Тревизу
- Стара градска улица
- Градска кућа
- Један од градских канала